# Semka Sokolović-Bertok
Semka Sokolović-Bertok (Sarajevo, 22. prosinca 1935. – Zagreb, 4. ožujka 2008.) bila je hrvatska i bosanskohercegovačkoga glumica bošnjačkog podrijetla.

## Životopis
Semka Sokolović-Bertok rođena je u Sarajevu 1935. godine u obitelji Rasima i Abide Sokolović. Prema hrvatskom filmskom kritičaru Nenadu Polimcu, Semka vuče podrijetlo od Mehmed-paše Sokolovića. Rasim Sokolović bio je financijski inspektor, a preminuo je kada je Semki bilo tri godine. Odrastala je uz majku Abidu i sestru Bademu ↓1, koja je kasnije postala operna primadona u zagrebačkom Hrvatskom narodnom kazalištu. Tokom srednjoškolskog školovanja Semka se je bavila mačevanjem, ali je od njega odustala zbog ozljede. Osim mačevanja, okušala se je i u nogometu i veslanju, a uz uspjehe u bridžu osam je puta osvajala naslov šahovske prvakinje Hrvatske. U Sarajevu je pohađala glumačku školu. Nakon položene velike mature 1953. godine, odlučila je pristupiti prijemnom ispitu glumačke akademije, gdje joj je na čelu ispitne komisije bio Branko Gavella. Semka Sokolović pripremila je Smrt Smail-age Čengića – Harač, a nakon izvedbe primljena je na Akademiju. Svoj je radni vijek provela u Dramskom kazalištu Gavella, gdje je glumila od 1957. do 1998. godine, kada odlazi u mirovinu. Na proslavu 50 godina kazališta u kojem je provela 40 godina nije pozvana. 
Preminula je 4. ožujka 2008. godine u Zagrebu od posljedica moždanoga udara. Pokopana je 10. ožujka 2008. godine na Mirogoju.

## Karijera
Tokom karijere odigrala je sedamdesetak kazališnih uloga, glumila u pedesetak filmova te petnaestak TV serijala. Imala je značajne kazališne uloge od kojih su ostale posebice upamćene uloga Anke u djelu Miroslava Krleže Kraljevo te uloga Ane Petrovne u Drami bez naslova. U filmu Kod amidže Idriza odigrala je glavnu žensku ulogu. Film je na sedamdeset i sedmoj dodjeli Oscara prijavljen kao kandidat za najbolji strani film, ali nije ušao u uži izbor.  

## Filmografija

### Televizijske uloge
- "Naša mala klinika" kao Radojka  (2008.)
- "Zauvijek susjedi" kao teta Luce (2008.)
- "Vratit će se rode" kao direktorica škole (2007.)
- "Cimmer fraj" kao Dobriša (2007.)
- "Bitange i princeze" kao doajenka šahovskog sporta (2005.)
- "Naša mala klinika" kao Barica Grospić (2004.)
- "Naši i vaši" kao Stana Rašelić (2000. – 2002.)
- "Jel' me netko tražio?" kao frizerka (1994.)
- "Neuništivi" (1990.)
- "Bolji život" kao Sena Lukšić (1988.)
- "Putovanje u Vučjak" kao barunica Ana Ozegovićka (1986. – 1987.)
- "Štefica Cvek u raljama života" kao tetka (1984.)
- "Gabrijel" kao Sanja (1984.)
- "Velo misto" kao Koke (1981.)
- "Nepokoreni grad" (1981.)
- "Marija" (1976.)
- "Vrijeme ratno i poratno" (1975.)
- "U registraturi" kao susjeda (1974.)
- "Kuda idu divlje svinje" kao krojačica (1971.)
- "Maratonci" (1968.)

### Filmske uloge
- "Traktor, ljubezen in Rock'n'Roll" kao strina (2008.)
- "Iza stakla" kao žena u bolesničkoj sobi (2008.)
- "Ljubav i drugi zločini" kao baka (2008.)
- "Četvrti čovek" (2007.)
- "Grbavica" kao Peldina majka (2006.)
- "Kod amidže Idriza" kao Sabira (2004.)
- "Ne dao Bog većeg zla" kao baka Ruža (2002.)
- "Enklava" kao starija gospođa svjedok (2002.)
- "Varuh meje" (2002.)
- "Crna kronika ili dan žena" kao susjeda #2 (2000.)
- "Kuća duhova" (1998.)
- "Novogodišnja pljačka" kao Selma Novak (1997.)
- "Sedma kronika" kao Marijela (1996.)
- "Prolazi sve" (1995.)
- "Svaki put kad se rastajemo" kao gospođa Svalina (1994.)
- "Rock 'n' roll" (1994.)
- "Okus limuna" (1993.)
- "Dok nitko ne gleda" kao gospođa Kovačić (1992.)
- "Mor" (1992.)
- "Sjećanja na ponoć" kao madame Dumas (1991.)
- "Papa mora umrijeti" kao blagajnica (1991.)
- "Born to Ride" (1991.)
- "Čaruga" kao baba Nanca (1991.)
- "Krhotine – Kronika jednog nestajanja" kao susjeda Jasmina (1991.)
- "Praznik u Sarajevu" (1991.)
- "Hajde da se volimo 3" (1990.)
- "Smrtonosno nebo" kao žena u telefonskoj govornici (1990.)
- "Ljeto za sjećanje" kao (1990.)
- "Balkanska perestrojka" kao Draga (1990.)
- "Masmediologija na Balkanu" kao Draga (1989.)
- "Krvopijci" kao Jalza (1989.)
- "Azra" (1988.)
- "Mlada sila" (1988.)
- "Olujna noć" kao Marta (1987.)
- "Strategija svrake" (1987.)
- "Spadijer – jedan života" (1986.)
- "Obećana zemlja" (1986.)
- "Anticasanova" (1985.)
- "Debeli i mršavi" kao Kupusićeva žena (1985.)
- "Nitko se neće smijati" kao susjeda (1985.)
- "Tajvanska kanasta" kao direktorica muzeja (1985.)
- "Navijač" (1985.)
- "The War Boy" kao Kati (1985.)
- "Opasna baba" (1985.)
- "U raljama života" kao tetka iz Bosanske Krupe (1984.)
- "Pismo-Glava" kao Cicina majka (1983.)
- "Odumiranje međeda" kao Zorka (1983.)
- "Variola vera" kao doktorica Čirić (1982.)
- "Miris dunja" kao Esma (1982.)
- "Kraljevo" (1981.)
- "Majstori, majstori!" kao direktorica škole (1980.)
- "Novinar" kao Zora (1979.)
- "Ljubica" kao astrologinja (1978.)
- "Roko i Cicibela" kao Cicibela (1978.)
- "Akcija stadion" kao profesorica Mihalović (1977.)
- "Pucanj" kao Petrova majka (1977.)
- "Lenjin u Africi" (1973.)
- "Rođendan male Mire" (1972.)
- "Kratka noć leptira" (1971.)
- "Divlji anđeli" (1969.)
- "Kineski zid" (1967.)
- "Protest" kao radnica (1967.)
- "Druga strana medalje" kao Anđa (1965.)
- "Službeni položaj" (1964.)
- "Pred smrt" (1964.)
- "Carevo novo ruho" kao dama #2 (1961.)
- "Kapo" (1959.)
- "U mreži" (1956.)

## Obiteljski život
Bila je udana za sportskog novinara i međunarodnoga šahovskog majstora Marija Bertoka, kojeg je upoznala u zagrebačkom šahovskom klubu. U braku su bili 48 godina, uz jedno dijete, sina Marija. Nakon udaje je uz supruga zavoljela bridž, koji su skupa desetljećima redovito igrali svakoga četvrtka.